# Thập niên 220 TCN
Thập niên 220 TCN hay thập kỷ 220 TCN chỉ đến những năm từ 220 TCN đến 229 TCN.